# John Burgoyne
Pour les articles homonymes, voir Burgoyne.
John Burgoyne, né à Sutton dans le Bedfordshire le 24 février 1722 et mort dans le quartier Mayfair à Londres le 4 août 1792, est un général britannique. Il est battu par les Américains et se voit contraint en 1777 à signer la capitulation de Saratoga, qui décide la France à s'unir aux États-Unis pour assurer leur indépendance. Renonçant alors à la carrière militaire, il s'adonne à la littérature, et fait représenter quelques pièces de théâtre. Son surnom est Gentleman Johnny.

## Guerre d'indépendance américaine

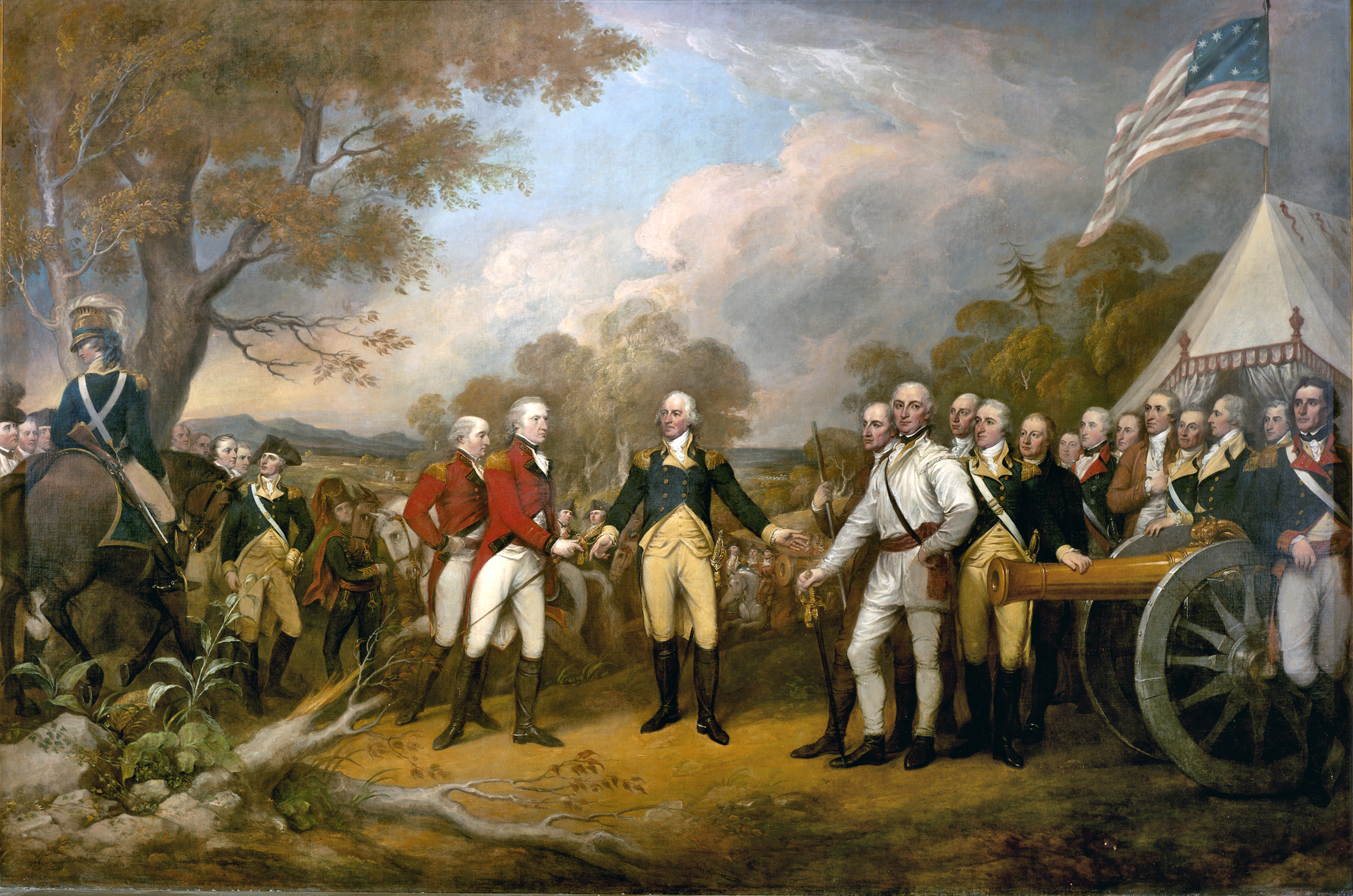
Reddition du général Burgoyne à Saratoga, le 17 octobre 1777. Peinture de John Trumbull, 1822.

Burgoyne est surtout connu pour son rôle dans la guerre d'indépendance des États-Unis. Envoyé pour commander les forces britanniques au Québec, dont une bonne moitié de mercenaires allemands, il a pour mission de prendre Albany et mettre fin à la rébellion. Après une marche difficile par la vallée de l'Hudson, il est encerclé et dépassé par l'armée américaine. Il est battu par deux fois à Saratoga, le 19 septembre puis le 7 octobre 1777. Dix jours plus tard, il capitule et obtient le rapatriement de son armée en Grande-Bretagne contre la promesse de ne plus servir contre les Américains. Cependant, Burgoyne ayant refusé de donner la liste de ses hommes, le Congrès américain ne ratifie pas la convention et interne les soldats britanniques. De retour en Europe, Burgoyne voit son action critiquée et il quitte l'armée.

## Écrivain et politicien
Burgoyne est aussi un écrivain accompli. Il écrit The Maid of the Oaks et The Heiress. Il devient également député de Midhurst et Preston à la Chambre des communes. 
Il est le père de John Fox Burgoyne.